# Antiche unità di misura del circondario di Frosinone
Nella provincia di Frosinone, l'unità locale di misura della superficie usata in agraria è la quarta.
Il valore della quarta è variabile da comune a comune; nel capoluogo corrisponde a 46,21 are, ossia a 4.621 m2
Altre misure locali correlate:
| 1 rubbio | 2 some      |
| 1 soma   | 2 quarte    |
| 1 quarta | 3 coppe     |
| 1 coppa  | 4 quartucci |